# Lijst van rijksmonumenten in Middelburg/Damplein
De stad Middelburg telt 35 inschrijvingen in het rijksmonumentregister gelegen aan of bij het Damplein. Hieronder een overzicht.
| Object | Oorspronkelijke functie?  | Bouwjaar                                       | Architect | Locatie         | Coördinaten?                  | Nr.?  | Afbeelding                                                                              |
| --- | ------------------------- | ---------------------------------------------- | --------- | --------------- | ----------------------------- | ----- | --------------------------------------------------------------------------------------- |
| Huis met geverfde afgeknotte topgevel                                                                                             | Gebouw                    | 17e eeuw                                       |           | Damplein 1      | 51° 29' 59" NB, 3° 36' 58" OL | 28848 | Huis met geverfde afgeknotte topgevel                                                   |
| Huis met rechte gevel | Gebouw                    | 18e-19e eeuw                                   |           | Damplein 5      | 51° 30' 1" NB, 3° 36' 59" OL  | 28849 | Meer afbeeldingen                                                                       |
| Huis met rechte gevel | Gebouw                    | 18e eeuw                                       |           | Damplein 7      | 51° 30' 1" NB, 3° 36' 59" OL  | 28850 | Meer afbeeldingen                                                                       |
| Huis genaamd 'De vrijman' | Woonhuis                  | 17e eeuw                                       |           | Damplein 9      | 51° 30' 1" NB, 3° 36' 59" OL  | 28851 | Meer afbeeldingen                                                                       |
| Huis met gepleisterde rechte gevel                                                                                                | Woonhuis                  | 18e eeuw                                       |           | Damplein 11     | 51° 30' 1" NB, 3° 36' 60" OL  | 28852 | Meer afbeeldingen                                                                       |
| Huis met pilastergevel | Gebouw                    | 17e-18e eeuw                                   |           | Damplein 13     | 51° 30' 1" NB, 3° 36' 60" OL  | 28853 | Meer afbeeldingen                                                                       |
| Huis met gepleisterde enigszins overkragende lijstgevel                                                                           | Woonhuis                  | 18e-19e eeuw                                   |           | Damplein 15     | 51° 30' 1" NB, 3° 37' 0" OL   | 28854 | Huis met gepleisterde enigszins overkragende lijstgevel                                 |
| Huis met eenvoudige lijstgevel | Werk-woonhuis             | 18e eeuw                                       |           | Damplein 17     | 51° 30' 1" NB, 3° 37' 0" OL   | 28855 | Meer afbeeldingen                                                                       |
| Huis met gepleisterde lijstgevel                                                                                                  | Woonhuis                  | 18e eeuw                                       |           | Damplein 19     | 51° 30' 1" NB, 3° 37' 0" OL   | 28856 | Huis met gepleisterde lijstgevel                                                        |
| Huis met rechte gevel op plint van natuursteen met zwartgeschilderde banden                                                       | Woonhuis                  | 18e eeuw                                       |           | Damplein 21     | 51° 30' 2" NB, 3° 37' 1" OL   | 28857 | Meer afbeeldingen                                                                       |
| Huis met gepleisterde lijstgevel                                                                                                  | Gebouw                    | 18e eeuw                                       |           | Damplein 23     | 51° 30' 2" NB, 3° 37' 1" OL   | 28858 | Meer afbeeldingen                                                                       |
| Huis met rechte gevel | Woonhuis                  | 1786 (huis) laatste kwart 19e eeuw (winkelpui) |           | Damplein 25     | 51° 30' 2" NB, 3° 37' 1" OL   | 28859 | Meer afbeeldingen                                                                       |
| Huis met natuurstenen trapgevel, bekroond door overhoekse toppilaster                                                             | Handel en kantoor         | 16e eeuw                                       |           | Damplein 29     | 51° 30' 2" NB, 3° 37' 1" OL   | 28860 | Huis met natuurstenen trapgevel, bekroond door overhoekse toppilaster                   |
| Overbouwde doorgang naar achterterrein                                                                                            | Onderdeel woningen e.d.   | 16e eeuw                                       |           | Damplein bij 29 | 51° 30' 2" NB, 3° 37' 1" OL   | 28861 | Meer afbeeldingen                                                                       |
| Huis met forse rechte gevel rustend op plint van hardsteen met zwartgeverfde banden en aan weerszijden afgesloten met hoekblokken | Handel en kantoor         | 18e eeuw                                       |           | Damplein 33     | 51° 30' 2" NB, 3° 37' 2" OL   | 28862 | Meer afbeeldingen                                                                       |
| Huis genaamd 'De gouden roze' | Woonhuis                  | 18e eeuw                                       |           | Damplein 35     | 51° 30' 2" NB, 3° 37' 2" OL   | 28863 | Huis genaamd 'De gouden roze'                                                           |
| Huis met lijstgevel | Woonhuis                  | 18e eeuw                                       |           | Damplein 37     | 51° 30' 3" NB, 3° 37' 2" OL   | 28864 | Huis met lijstgevel                                                                     |
| Overbouwd poortje, toegang gevend tot pakhuisgang                                                                                 | Fort, vesting en -onderdl |                                                |           | Damplein bij 37 | 51° 30' 3" NB, 3° 37' 3" OL   | 28865 | Upload foto                                                                             |
| Huis 'Den berg etna' met rechte gevel op met zwarte banden versierde natuurstenen plint                                           | Werk-woonhuis             | 18e eeuw                                       |           | Damplein 12     | 51° 29' 59" NB, 3° 36' 59" OL | 28866 | Huis 'Den berg etna' met rechte gevel op met zwarte banden versierde natuurstenen plint |
| Huis met afgeknotte topgevel | Werk-woonhuis             | 18e eeuw                                       |           | Damplein 14     | 51° 29' 59" NB, 3° 36' 59" OL | 28867 | Huis met afgeknotte topgevel                                                            |
| Huis met rechte gevel | Werk-woonhuis             | 1733 (datering) 18e eeuw                       |           | Damplein 16     | 51° 29' 59" NB, 3° 36' 60" OL | 28868 | Meer afbeeldingen                                                                       |
| Huis genaamd 'De drie meyen' met rechte gevel                                                                                     | Woonhuis                  | 1765 (datering) Constructie 15de-eeuws         |           | Damplein 18     | 51° 29' 59" NB, 3° 36' 60" OL | 28869 | Meer afbeeldingen                                                                       |
| Huis met eenvoudige lijstgevel, winkelpui met middendeur                                                                          | Werk-woonhuis             | 18e-19e eeuw                                   |           | Damplein 20     | 51° 29' 59" NB, 3° 37' 0" OL  | 28870 | Meer afbeeldingen                                                                       |
| Huis met door lijst afgeknotte trapgevel, overkragend op de pui                                                                   | Werk-woonhuis             | 17e-18e eeuw                                   |           | Damplein 22     | 51° 29' 59" NB, 3° 37' 0" OL  | 28871 | Huis met door lijst afgeknotte trapgevel, overkragend op de pui                         |
| Huis genaamd 'De krakel' | Woonhuis                  | 18e eeuw                                       |           | Damplein 26     | 51° 29' 59" NB, 3° 37' 1" OL  | 28872 | Huis genaamd 'De krakel'                                                                |
| Huis met trapgevel waarvan de top geplaatst op gevelgedeelte                                                                      | Gebouw                    | 16e-18e eeuw                                   |           | Damplein 30     | 51° 29' 59" NB, 3° 37' 1" OL  | 28873 | Meer afbeeldingen                                                                       |
| Huis met rechte gevel, metselwerk van de verdieping                                                                               | Gebouw                    | 16e-19e eeuw                                   |           | Damplein 32     | 51° 29' 59" NB, 3° 37' 1" OL  | 28874 | Meer afbeeldingen                                                                       |
| Huis met rechte gevel, kroonlijst met consoles                                                                                    | Woonhuis                  | 19e eeuw                                       |           | Damplein 34     | 51° 29' 59" NB, 3° 37' 2" OL  | 28875 | Meer afbeeldingen                                                                       |
| Huis met gepleisterde ingezwenkte lijstgevel                                                                                      | Woonhuis                  | 17e-18e eeuw                                   |           | Damplein 36     | 51° 29' 60" NB, 3° 37' 2" OL  | 28876 | Meer afbeeldingen                                                                       |
| Huis met lijstgevel, winkelpui | Werk-woonhuis             | 18e eeuw                                       |           | Damplein 40     | 51° 29' 60" NB, 3° 37' 3" OL  | 28877 | Meer afbeeldingen                                                                       |
| Huis met lijstgevel | Werk-woonhuis             | 18e eeuw                                       |           | Damplein 44     | 51° 29' 60" NB, 3° 37' 3" OL  | 28878 | Huis met lijstgevel                                                                     |
| Huis met trapgevel | Werk-woonhuis             | 18e eeuw                                       |           | Damplein 46     | 51° 29' 60" NB, 3° 37' 3" OL  | 28879 | Huis met trapgevel                                                                      |
| Huis met eenvoudige rechte gevel met gesneden gootconsoles                                                                        | Werk-woonhuis             | 18e eeuw                                       |           | Damplein 48     | 51° 30' 0" NB, 3° 37' 3" OL   | 28880 | Huis met eenvoudige rechte gevel met gesneden gootconsoles                              |
| Huis met geverfde natuurstenen thans door lijst afgesloten gevel                                                                  | Werk-woonhuis             | 18e eeuw                                       |           | Damplein 50     | 51° 30' 0" NB, 3° 37' 4" OL   | 28881 | Meer afbeeldingen                                                                       |
| Fors pand met gepleisterde natuurstenen gevel                                                                                     | Handel en kantoor         | 16e-18e eeuw                                   |           | Damplein 1 A    | 51° 29' 60" NB, 3° 36' 58" OL | 29395 | Meer afbeeldingen                                                                       |